# Kalenderår
Kalenderår, borgerligt år, är den period som löper från och med 1 januari till och med 31 december. Benämningen borgerligt år används för att skilja den från kyrkoåret som i stort sett löper från december till november.
Ibland används beteckningen kalenderår som sportterm, bland annat för en fotbollssäsong som börjar och slutar under samma år. Så är fallet i till exempel Sverige och Norge där man kan tala om "fotbollssäsongen 1988".[källa behövs]